# NTV (Türkei)

Logo 1997–2008.

NTV ist der erste Nachrichtensender der Türkei. Er wurde von Cavit Çağlar im Jahre 1996 gegründet. NTV nahm sein reguläres Programm 1997 auf. Seit 1999 ist NTV Mitglied der Mediengruppe der Doğuş Holding. Der Hauptsitz des Senders befindet sich im İstanbuler Stadtteil Şişli. Außerdem betreibt NTV landesweite Nebenstellen in İzmir, Ankara und Diyarbakır. Die Europazentrale des Senders befindet sich in Brüssel.
Das Programm des Senders besteht hauptsächlich aus Nachrichtensendungen über Wirtschaft sowie Reportagen mit Personen aus dem Wirtschaftsleben. An den Wochenenden ist Sport das Hauptthema des Senders, so wird die spanische Primera División regelmäßig verfolgt.
Seit dem 23. März 2013 sendet NTV im 16:9 Breitbildformat.

## Kritik
2013 protestierten etwa 2000 Menschen vor dem Doğuş Power Center und warfen dem Sender vor, die Gezi-Park-Proteste zu verschweigen. Die Menge skandierte: „Die Medien haben sich verkauft!“ und riefen den Sender auf, über die Proteste und die Polizeigewalt zu berichten.

## Mitwirkungen
Folgende Medien sind Teil der NTV-Türkei-Gruppe:
- NTV
- NTV Spor
- CNBC-e
- e2
- Star TV
- Kral FM
- Kral Pop Radyo
- Radyo Voyage
- NBA TV
- Radyo Eksen
- Radio N101
- NTV Radyo
- Capital Radio
- NTVMSNBC.com
- NTVSpor.net
- National Geographic Türkiye
- National Geographic Kids
- GQ Türkiye
- Vouge Türkiye
- F1 Racing
- Slam
- Billboard
- CNBC-e Business
- NBC-e Dergi
- EVO